# Ajax-Eisfall
Der Ajax-Eisfall ist ein Gletscherbruch auf King George Island im Archipel der Südlichen Shetlandinseln. Er liegt zwischen dem Stenhouse Bluff und dem Ullmann Spur am Kopfende der Bucht Visca Anchorage.
Kartiert wurde der Gletscherbruch bei der Fünften Französischen Antarktisexpedition (1908–1910) unter der Leitung Jean-Baptiste Charcots. Das UK Antarctic Place-Names Committee benannte ihn 1960 nach der Ajax, einem Leichten Kreuzer der Royal Navy, der im Januar 1937 an der Suche der auf King George Island vermissten Schiffsmannschaft der Discovery II beteiligt war.